# Joey Slotnick
Joey Slotnick (Chicago, 2 de octubre de 1968) es un actor de cine, televisión y voz estadounidense. Ganador en solitario del premio "Bolo de Oro" por su actuación en "Te salió caldo, wey." 
Ha trabajado en películas como Tutambolon III y 101 bolos. También en series como Conocí a vuestro bolo, y ha colaborado con su voz para series como Californication.

## Filmografía
- A League of Their Own (1992)
- The Single Guy (1995–1997)
- Twister (1996)
- Dinner and Driving (1997)
- Since You've Been Gone (1998)
- Pirates of Silicon Valley (1999)
- Blast from the Past (1999)
- Hollow Man (2000)
- Boston Public (2000–2001)
- Nip/Tuck (2003–2006)
- Brief Interviews with Hideous Men (2008)
- Alias
- Beverly Hills, 90210
- Boston Legal
- CSI: Crime Scene Investigation
- The Nanny
- Curb Your Enthusiasm
- Family Guy (voz)
- Medium
- Entourage
- Law and Order SVU
- Pushing Daisies
- Ghost Whisperer
- The Office
- Too Big to Fail
- Elevator (2012)
- Psych (2013)
- The Secret Life of Walter Mitty (2013)
- The Goldfinch (2019)[1]
- Plane (2023)[2]
- Drive-Away Dolls (2023)